# Hernando Cuero
Hernando Cuero (Tumaco, Nariño, Colombia; 30 de mayo de 1961) es un exfutbolista colombiano que se desempeñó como defensor y jugó en Independiente Santa Fe, Junior de Barranquilla, Cúcuta Deportivo y en el Deportes Quindío. Con Santa Fe, Cuero ganó la Copa Colombia en 1989 y es el décimo jugador con más partidos disputados en la historia del club con 313 encuentros.

## Trayectoria

### Inicios
Nació en el municipio de Tumaco, en el departamento de Nariño en el sur de Colombia. Allí, empezó a jugar fútbol y luego fue a la ciudad de Bogotá. En la capital de Colombia, pasó a las divisiones inferiores de Independiente Santa Fe.

### Independiente Santa Fe
Cuero debutó como futbolista profesional con la camiseta de Independiente Santa Fe en el año 1981. En sus primeros años, jugó varios partidos. En el año 1984, se hizo un lugar en la nómina titular del equipo, y a partir de ahí se convirtió en uno de los jugadores más destacados del equipo cardenal. Con la camiseta de Santa Fe, el defensor tumaqueño jugó muy buenos partidos y ayudó a que su equipo fuera protagonista en el Campeonato Colombiano de 1987. El mejor año de Hernando con el equipo cardenal, fue en 1989, cuando Santa Fe ganó su primera Copa Colombia bajo la dirección técnica de Diego Edison Umaña. En ese año, Cuero destacó junto a grandes jugadores como Adolfo "Tren" Valencia y Freddy Rincón. Al año siguiente, en 1990; Hernando fue uno de los destacados del equipo que quedó quinto (5) en el Campeonato Colombiano. Su exitosa etapa con el equipo de la ciudad de Bogotá, fue hasta finales de 1990.

### Junior de Barranquilla
Después de haber tenido una larga y exitosa etapa en Independiente Santa Fe, en el año 1991 Cuero se fue a jugar al Junior de Barranquilla. En el equipo costeño, jugó por un año y regresó a Santa Fe.

### Regreso a Santa Fe
Luego de haber jugado por un año en el Junior de Barranquilla, en 1992 Cuero regresó a Bogotá para jugar nuevamente en Independiente Santa Fe. En ese año, el tumaqueño volvió a ser titular y jugó varios partidos. Entre esos partidos, estuvo el histórico Clásico bogotano en el que Santa Fe 7-3 a Millonarios. A finales de aquel año, Hernando se fue del equipo cardenal.

### Cúcuta Deportivo
Tras haber tenido un buen año jugando con la camiseta de Santa Fe, Hernando se fue al Cúcuta Deportivo en 1993. En el equipo del oriente de Colombia, fue titular y tuvo buenos partidos.

### Deportes Quindío
Después de haber jugado para el Cúcuta Deportivo, el tumaqueño se fue al Deportes Quindío. En el equipo de la ciudad de Armenia jugó por un tiempo, y se retiró del fútbol profesional.

## Clubes
| Club                        | País     | Año              |
| --------------------------- | -------- | ---------------- |
| Club Independiente Santa Fe | Colombia | 1981-1990 y 1992 |
| Junior de Barranquilla      | Colombia | 1991             |
| Cúcuta Deportivo            | Colombia | N.S. N.R.        |
| Deportes Quindío            | Colombia | N.S. N.R.        |

## Palmarés

### Campeonatos nacionales
| Título        | Club     | País     | Año  |
| ------------- | -------- | -------- | ---- |
| Copa Colombia | Santa Fe | Colombia | 1989 |